# NGC 54
NGC 54 هي مجرة حلزونية تقع في كوكبة قيطس (كوكبة). تم اكتشافها من قبل ويلهلم تمبل في عام 1886 وعرفها بأنها «خافته جدا وصغيرة جدا ودائرية». المجرة هي 90,000 سنة ضوئية في القطر مما يجعلها أصغر قليلا من درب التبانة.

## وصلات خارجية
- NGC 54 على موقع ويكي سكاي: DSS2, SDSS, GALEX, IRAS, Hydrogen α, X-Ray, Astrophoto, Sky Map, Articles and images